# Корфбол в Україні
Корфбол в Україні — командний вид спорту, який розвивається з жовтня 2012 року.
Початком становлення корфболу в Україні вважається проведений з 8 по 10 жовтня 2012 року у Львові Міжнародний семінар з корфболу І рівня «Ввідний тренерський курс з корфболу» на базі Львівського лінгвістичного ліцею і Львівського державного університету фізичної культури. З боку Міжнародної федерації корфболу брали участь: Карлос Альба Пухол з провінції Каталонія (Іспанія), представник Нестле бізнес сервіс центру у Львові; Каспер Бум з Голландії, гравець національної збірної Голландії з корфболу; Сергій Нізовський, виконавчий директор Орловської федерації корфболу (Росія), гравець національної збірної Росії з корфболу. Україну представляли: вчитель фізичної культури Львівської лінгвістичного ліцею Дмитро Голубенко, проректор зі спортивної роботи ЛДУФК Володимир Левків і доцент кафедри теоретико-методичних основ спорту ЛДУФК Мар'ян Пітин. В семінарі також брали участь викладачі і студенти кафедри спортивних ігор за спеціалізацією баскетбол, волейбол, гандбол, бадмінтон, теніс і настільний теніс, а також студенти спеціалізації футбол.
9 жовтня у спортивному залі ЛДУФК провели першу товариську зустріч з корфболу (8 х 8) між собою студенти цього ж ВНЗ. Це був перший товариський матч з цього виду спорту в Україні. Цього ж дня відбулася також гра на відкритому майданчику біля Порохової вежі між організаторами тренерських курсів з корфболу і студентами ЛДУФК.
Міжнародна федерація корфболу і Карлос Альба Пухол передали для України обладнання для занять з корфболу (корфи і м'ячі). Всі учасники семінару отримали сертифікати Міжнародної федерації корфболу за підписом її президента.
Львівська обласна федерація корфболу була заснована у 2012 році. Її заснували три шкільні вчителі за участю Карлоса Альби Пухола, який став її меценатом. Президентом федерації був обраний Дмитро Голубенко. Під його керівництвом у квітні 2013 року у Львові був проведений перший в Україні турнір з корфболу за участю більш ніж 60 учасників.
27 жовтня 2013 року Львівська обласна федерація корфболу була прийнята до Міжнародної федерації корфболу, ставши її 60-м офіційним членом. Вона має право представляти Україну на міжнародних змаганнях з цього виду спорту. Федерація пропагує дисципліну, проводячи товариські зустрічі та змагання. Три школи у Львові культивують цей вид спорту. 14 червня, коли відзначається Всесвітній день корфболу, на спортмайданчику біля Порохової вежі проходять товариські матчі.
Також у Львові є дві корфбольні команди — «Світоч» та «Юні Леви». З метою популяризації корфболу команда «Юні Леви» виїжджала у с. Соколівку, де провела товариську зустріч.